# 일본의 대만 점령
일본의 대만 점령 또는 일본 통치 시대의 대만(일본어: 日本統治時代の台湾)은 청일 전쟁의 패전으로 청나라가 자국의 영토였던 대만을 일본 제국에 할양한 1895년 4월 17일부터 제2차 세계 대전 종전 이후인 1945년 10월 25일 해방될 때까지 50년간 대만이 일본 제국의 지배를 받았던 시기를 가리킨다. 
1895년 청나라의 지배를 받았던 대만 지역에서 독립 운동이 발발해 대만민주국이 수립되었지만 청일 전쟁 이후 이 국가는 붕괴되었다. 1895년 시모노세키 조약을 통해 대만을 확보한 일본 제국은 1895년 5월부터 6월까지 대만에 대만총독부를 설립하여 통치 기반을 마련했다. 이후 일본 정부는 자신들이 만든 "모범 식민지"가 무엇인지 보여주고, 아태 지역으로 진출할 때 필요한 전진 기지를 확보하기 위해 대만 지역의 근대화를 추진하게 되었다. 중일 전쟁이 시작된 1937년부터 일본 제국 정부는 대만 지역의 일본화를 적극 추진하였고, 1945년 일본 제국이 패망할 때 일본 제국은 대만의 주요 산업 대부분을 차지하고 있었다.
1945년 9월 2일 제2차 세계 대전이 끝나고, 1945년 10월 25일 일본 제국이 중화민국에 대만의 통치권을 넘기면서 일본의 대만 점령은 끝났다. 일본이 대만에 대한 지배권을 완전히 포기한 것은 1952년 샌프란시스코 강화조약이 체결된 이후이다. 

## 같이 보기
- 일제강점기
- 일본군 위안부
- 대만의 역사
- 고토 신페이
- 일본 제국 치하의 대만의 행정 구역

## 추가 서적
- Setzekorn, Eric (December 2014). “Target Taiwan: Bombing Japan's Model Colony” (PDF). 《U.S. Military History Review》 (U.S. Military History Group) 1 (1): 25–43. 2015년 1월 15일에 확인함.[깨진 링크(과거 내용 찾기)]
- Lai, Huang-Wen (2007). 《The Turtle Woman's Voices: Multilingual Strategies of Resistance and Assimilation in Taiwan under Japanese Colonial Rule》 (Master of Arts (M.A.)). University of Massachusetts Amherst. OCLC 212820340. 2014년 12월 23일에 확인함.

틀:중화민국